# Juliana Kanyomozi

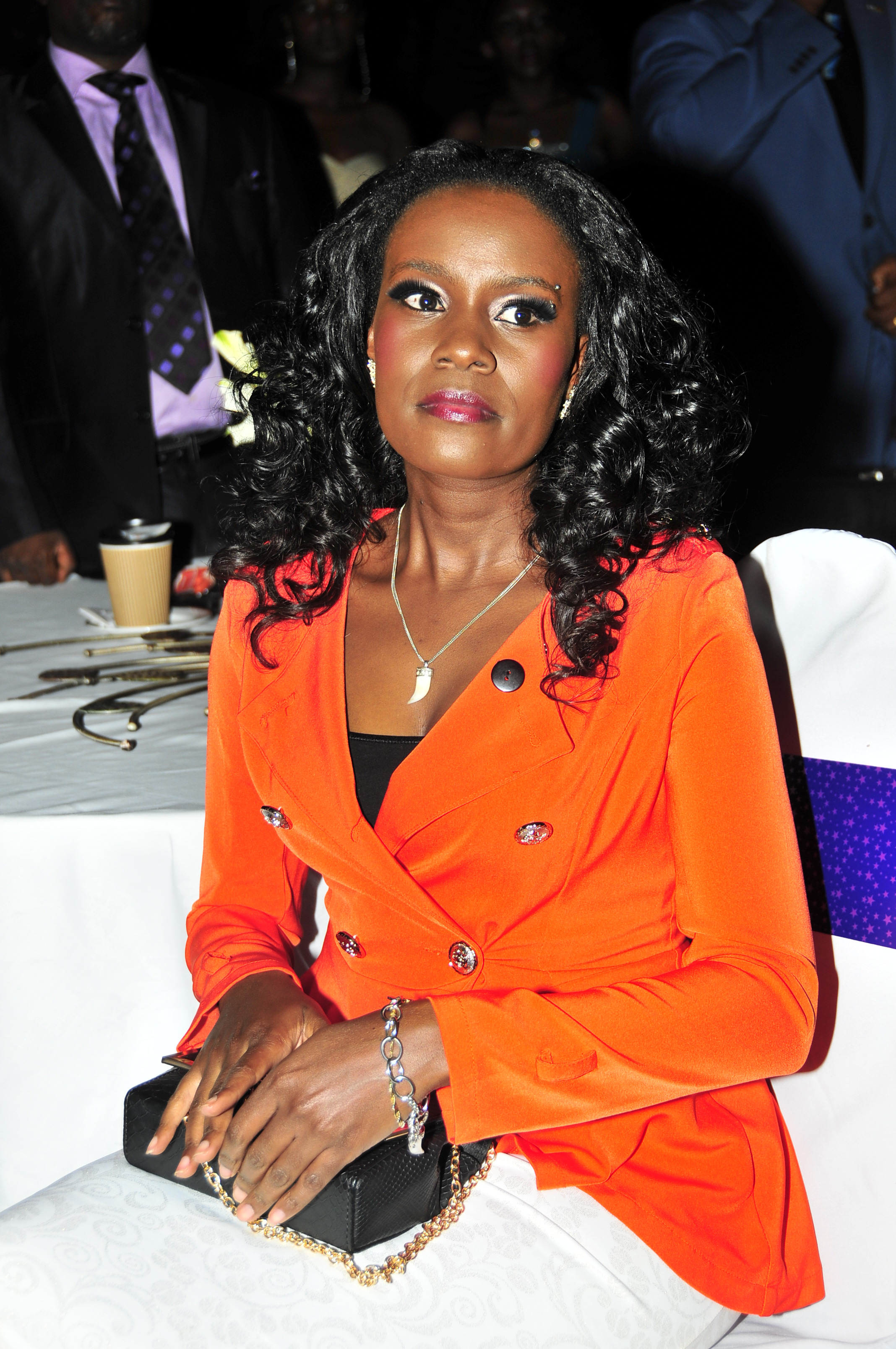
Juliana Kanyomozi, 2012

Juliana Kanyomozi (* 27. November 1981) ist eine Sängerin aus Uganda. Ihre bekanntesten Stücke sind Say Yes, Nabikoowa and Nkulinze. Zusammen mit Bobi Wine sang sie Taata Wa Banna Yanni (Wer ist der Vater der Kinder) und Mama Mbiire.

## Auszeichnungen
- Sie hat mindestens sechs „Pearl of Africa Music (PAM)“-Preise gewonnen. 2004 gewann sie den Preis für die beste R&B-Künstlerin. 2005 gewann sie ebenfalls in der Kategorie beste R&B-Künstlerin und mit „Nabikoowa“ in den Kategorien beste Künstlerin (best female artist) und beste Single. 2008 wurde sie PAM-Künstlerin des Jahres und gewann wiederum in der Kategorie beste Künstlerin.[1][2][3]
- 2012: Kora All African Music Award in der Kategorie Bester Künstlerin aus Ostafrika